# Quang Trung, Bình Gia
Quang Trung là một xã thuộc huyện Bình Gia, tỉnh Lạng Sơn, Việt Nam.
Xã Quang Trung có diện tích 53,78 km², dân số năm 1999 là 3.139 người, mật độ dân số đạt 58 người/km².
Theo thống kê năm 2019, xã Quang Trung có diện tích 53,78 km², dân số là 3.053 người, mật độ dân số đạt 57 người/km².